# Нылгинское (сельское поселение)
Нылгинское — упразднённое муниципальное образование со статусом сельского поселения со статусом сельского поселения в составе Увинского района Удмуртии.
Административный центр — село Нылга.
Образовано в 2005 году в результате реформы местного самоуправления.
Законом Удмуртской Республики от 17.05.2021 № 48-РЗ к 30 мая 2021 года упразднено в связи с преобразованием муниципального района в муниципальный округ.

## Географические данные
Находится на востоке района, граничит:
- на северо-западе с Чистостемским сельским поселением
- на востоке с Кыйлудским и Красносельским сельскими поселениями
- на юге с Булайским и Петропавловским сельскими поселениями
- на западе с Жужгесским и Кулябинским сельскими поселениями

По территории поселения протекает река Нылга.

## Население
| 2010  | 2012  | 2013  | 2014  | 2015  | 2016  | 2017  |
| ----- | ----- | ----- | ----- | ----- | ----- | ----- |
| 3006  | ↘3002 | ↘2954 | ↘2901 | ↘2823 | ↘2777 | ↗2826 |
| 2018  | 2019  | 2020  |       |       |       |       |
| ↘2822 | ↘2803 | ↗2822 |       |       |       |       |

## Населенные пункты
| Название    | Тип населённого пункта       | Население 2007 год | Почтовый индекс | ОКАТО       |
| ----------- | ---------------------------- | ------------------ | --------------- | ----------- |
| Нылга       | Село, административный центр | 2922               | 427250          | 94244830001 |
| Багай       | Деревня                      | 2                  | 427250          | 94244830013 |
| Березовка   | Деревня                      | 61                 | 427250          | 94244830002 |
| Кочур       | Деревня                      | 81                 | 427250          | 94244830007 |
| Малая Жикья | Деревня                      | 31                 | 427250          | 94244830005 |
| Мульшур     | Деревня                      | 199                | 427250          | 94244830009 |
| Точкогурт   | Деревня                      | 1                  | 427250          | 94244830012 |

## Экономика
- Нылгинский участок МУПЖКХ «Увинское»
- ООО СК «Лодос»
- ООО «Уралметалсервис»
- СПК «Нылга»

## Объекты социальной сферы
- МОУ «Нылгинская средняя общеобразовательная школа»
- МДОУ «Нылгинский детский сад № 1»
- МДОУ «Нылгинский детский сад № 3»
- МДОУ «Нылгинский детский сад № 4»
- МОУ ДОД «Нылгинский дом творчества»
- Нылгинский детский дом
- библиотека
- больница
- фельдшерско-акушерский пункт
- 2 клуба